# Marian Trzebiński (pilot)
Marian Trzebiński (ur. 31 marca 1913 w Sosnowcu, zm. 6 listopada 2002 w Ontario) – pilot major Polskich Sił Powietrznych, dowódca dywizjonu 316 i 317, kawaler Virtuti Militari.

## Życiorys
Syn Jana i Wiktorii z domu Prażuch. Uczył się w gimnazjum im. Reja w Kielcach, w 1933 r. uzyskał maturę po ukończeniu Państwowego Seminarium Nauczycielskiego. Zgłosił się do odbycia służby wojskowej i jako ochotnik wybrał służbę w lotnictwie. Został przyjęty do Szkoły Podchorążych Lotnictwa. Ukończył ją w 1936 r. z 10. lokatą i został przydzielony do 133. eskadry myśliwskiej. W październiku 1937 r. został przeniesiony do nowo sformowanej 161. eskadry myśliwskiej.
Po wybuchu II wojny światowej brał udział w walkach obronnych w składzie 161. em. Zaliczono mu zestrzelenie jednej maszyny Luftwaffe, był to He 45. Po agresji ZSRR na Polskę został ewakuowany przez Rumunię do Francji. Przeszedł przeszkolenie na sprzęcie francuskim i służył od marca 1940 r. w składzie Groupe de Chasse II/1 w Châteaudun. 21 maja, wspólnie z pilotami francuskimi zestrzelił He 111. 3 czerwca prawdopodobnie zestrzelił kolejnego He 111, 12 czerwca wspólnie z francuskim pilotem uzyskał zestrzelenie Hs 126.
Po upadku Francji został ewakuowany do Wielkiej Brytanii. Zgłosił się do służby w Polskich Sił Powietrznych, uzyskał numer służbowy RAF P-1250. Przeszedł przeszkolenie w obsłudze brytyjskiego sprzętu w 55. OTU, 28 marca 1941 r. otrzymał przydział do dywizjonu 317. W trakcie służby objął obowiązki dowódcy eskadry. 28 grudnia 1942 r. otrzymał awans na stanowisko dowódcy 316. dywizjonu, które zdał 15 września 1943 r. i odszedł na stanowisko oficera łącznikowego w 9. Grupie RAF. Przeszedł szkolenie na kursie instruktorów pilotażu i w 1944 został przeniesiony do 16. (Polskiej) Szkoły Pilotażu Podstawowego w Newton. Od 6 września 1945 r. zajmował stanowisko dowódcy dywizjonu 317 i pełnił je do rozformowania tej jednostki. 
Po demobilizacji nie zdecydował się na powrót do Polski i pozostał na emigracji. Zmarł 6 listopada 2002 r. i został pochowany na Saint Marys Catholic Cemetery w Barrie.

## Ordery i odznaczenia
Za swą służbę otrzymał odznaczenia:
- Krzyż Srebrny Virtuti Militari nr 8416,
- Krzyż Walecznych – trzykrotnie,
- Medal Lotniczy – dwukrotnie,
- Polowa Odznaka Pilota.